# Michael Cacoyannis
Michael Cacoyannis, född 11 juni 1922 i Limassol, Cypern, död 25 juli 2011 i Aten, Grekland, var en framstående grekcypriotisk filmregissör, mest känd för sin film Zorba (1964).

## Biografi
Cacoyannis föddes till namnet Michalis (eller Mikhalis) Kakogiannis. Han skickades 1939 av sin far, Sir Panayotis Loizou Cacoyannis, till London för att bli advokat. Men efter att ha producerat grekiskspråkiga program för BBC World Service under andra världskriget, hamnade han på teaterskolan vid Old Vic och gjorde en kort karriär där under namnet Michael Yannis innan han började filma.
Efter att ha haft svårt att få uppdrag som regissör i den brittisk filmindustrin, flyttade han till Grekland och gjorde där sin första film, Windfall in Athens.
Han erbjöds att regissera Elizabeth Taylor och Marlon Brando i filmen Reflections in a Golden Eye, men avböjde detta. Han arbetade vid många tillfällen med den gekiska skådespelerskan Irene Papas och särskilt Elli Lambeti, som han var förälskad i.
Mellan åren 1959 och 1967 samarbetade han med Yael Dayan, en progressiv israelisk politiker och författare. År 1971 gjorde han en film med Papas, The Trojan Women, och år 1983 regisserade han på Broadway i New York en musical baserad på filmen Zorba.
Mycket av Cacoyannis arbete hade sina rötter i klassiska texter, speciellt av den grekiska tragediförfattaren Euripides. Han nominerades till en Oscar fem gånger, ett rekord för en grekcypriotisk filmkonstnär.

## Filmografi
- 1954 – Kyriakatiko xypnima (Windfall in Athens) (manus och regi)
- 1955 – Stella (manus, regi och produktion)
- 1956 – Flicka i svart (manus och regi)
- 1957 – Den sista lögnen (manus, regi och produktion)
- 1960 – Vår sista vår (manus, regi och produktion)
- 1961 – Il Relitto (manus och regi)
- 1961 – Elektra (manus, regi och produktion)
- 1964 – Zorba (manus, regi och produktion)
- 1967 – Den dag fisken flöt upp... (manus, regi och produktion)
- 1971 – Trojanskorna (manus, regi och produktion)
- 1975 – Attilas '74 (regi och produktion)
- 1977 – Ifigeneia (manus och regi)
- 1986 – Glykeia patrida (manus, regi och produktion)
- 1993 – Pano kato ke plagios (manus, regi och produktion)
- 1999 – Körsbärsträdgården (manus, regi och produktion)

## Priser och nomineringar

### Filmfestivalen i Cannes
- 1954: Guldpalmen för "Windfall in Athens" - nominerad
- 1955: Guldpalmen för "Stella" - nominerad
- 1956: Guldpalmen för "en flicka i svart" - nominerad
- 1957: Guldpalmen för "Den sista lögnen" - nominerad
- 1961: Guldpalmen för "Il Relitto" - nominerad
- 1962: Guldpalmen för "Elektra" - nominerad
- 1962: Juryns stora pris för "Elektra" - vann
- 1962: Tekniskt pris för "Elektra" - vann
- 1977: Guldpalmen för "Ifigeneia" - nominerad

### Internationella filmfestivalen i Berlin
- 1960: Guldbjörnen för "Vår sista vår" - nominerad
- 1963: David O. Selznick Award för "Elektra" - vann Oscar (Oscar)
- 1963: Bästa utländska film för "Elektra" - nominerad
- 1964: Bästa film för "Zorba" - nominerad
- 1964: Bästa regi för "Zorba" - nominerad
- 1964: Bästa manus för "Zorba" - nominerad
- 1977: Bästa utländska film för "Ifigeneia" - nominerad

### Golden Globe
- 1956: Bästa utländska film för "Stella" - vann
- 1957: Bästa utländska film för "En flicka i svart" - vann
- 1965: Bästa regi för "Zorba - nominerade

### British Academy Award (BAFTA)
- 1966: Bästa film för "Zorba" - nominerad
- 1966: FN-Award för "Zorba" - nominerad

### New York Film Critics
- 1964: Bästa film för "Zorba" - nominerad
- 1964: Bästa regi för "Zorba" - nominerad
- 1964: Bästa manus för "Zorba" - nominerad

### David di Donatello Award
- 1964: Särskild plakett för "Zorba" - vann

### Thessaloniki Film Festival
- 1960: Särskilda bidrag Award  - vann
- 1961: Bästa regi för "Vår sista vår" - vann
- 1962: Bästa film för "Elektra" - vann
- 1962: Bästa regi för "Elektra" - vann
- 1977: Bästa film för "Ifigenia" - vann
- 1999: Unionen Film och Tekniker tv Award för "Körsbärsträdgården" - vann

### Moskvas filmfestival
- 1956: Silvermedaljen för "En flicka i svart" - vann

### Edinburgh Film Festival
- 1954: Diploma of Merit för "Windfall in Athens" - vann
- 1962: Diploma of Merit för "Elektra" - vann

### Montreal World Film Festival
- 1999: Särskilda bidrag Award  - vann

### Jerusalems filmfestival
- 1999: Lifetime Achievement Award  - vann

### Cairo International Film Festival
- 2001: Lifetime Achievement Award  - vann